# Harrison Smith
Harrison Smith (nacido el 2 de febrero de 1989) es un jugador profesional de fútbol americano estadounidense que juega en la posición de strong safety y actualmente milita en los Minnesota Vikings de la National Football League (NFL).

## Biografía
Smith asistió a Knoxville Catholic High School, donde practicó fútbol americano, baloncesto y atletismo. En su año sénior, Smith logró 1,340 yardas de carrera para 19 touchdowns, 23 recepciones para 453 yardas y 6 touchdowns, y 61 tackles, 2 intercepciones y 2 fumbles. Fue nombrado Jugador del Año Gatorade en Tennessee, en 2006.
Tras su paso por el instituto, Smith se graduó en Notre Dame. También recibió becas de Tennessee, Auburn y Alabama.

## Carrera

### Minnesota Vikings
Smith fue seleccionado por los Minnesota Vikings en la primera ronda (puesto 29) del draft de 2012.
El 6 de junio de 2016, Smith renovó cinco años más su contrato, a razón de $51.25 millones.
Con los Vikings, Smith ha logrado un título de división (2015-16), y en 2012-13 se clasificó para Wild Cards. En los playoffs de 2013 cayó frente a los Green Bay Packers 24-10, y, en 2016, frente a los Seattle Seahawks por 10-9.
Durante la campaña del 2016, en la semana 16, Smith registró dos intercepciones contra el QB Brett Hundley en una victoria por blanqueada de 16-0 sobre los Green Bay Packers, lo que lo convirtió en el Jugador Defensivo de la Semana de la NFC.
Smith fue calificado como el mejor jugador en la NFL por Pro Football Focus. Su calificación de temporada de 2017 de 98.8 también fue la más alta entre los profundos en la historia de Pro Football Focus.

### Estadísticas en la NFL
| Año     | Equipo  | Juegos | Juegos | Tacleadas | Tacleadas | Tacleadas | Tacleadas | Tacleadas | Intercepciones | Intercepciones | Intercepciones | Intercepciones | Intercepciones | Intercepciones | Fumbles | Fumbles | Fumbles |
| Año     | Equipo  | GP     | GS     | Comb      | Total     | Ast       | Sck       | Sfty      | PDef           | Int            | Yds            | Avg            | Lng            | TDs            | FF      | FR      | FR YDS  |
| ------- | ------- | ------ | ------ | --------- | --------- | --------- | --------- | --------- | -------------- | -------------- | -------------- | -------------- | -------------- | -------------- | ------- | ------- | ------- |
| 2012    | MIN     | 16     | 16     | 104       | 74        | 30        | 1.0       | --        | 11             | 3              | 87             | 29.0           | 56T            | 2              | 1       | 0       | 0       |
| 2013    | MIN     | 8      | 7      | 58        | 47        | 11        | 0.0       | --        | 3              | 2              | 4              | 2.0            | 4              | 0              | 0       | 0       | 0       |
| 2014    | MIN     | 16     | 16     | 92        | 71        | 21        | 3.0       | --        | 9              | 5              | 150            | 30.0           | 81T            | 1              | 1       | 0       | 0       |
| 2015    | MIN     | 13     | 13     | 66        | 49        | 15        | 1.5       | --        | 3              | 2              | 35             | 17.5           | 35T            | 1              | 1       | 0       | 0       |
| 2016    | MIN     | 14     | 14     | 91        | 69        | 22        | 2.0       | --        | 2              | --             | --             | --             | --             | --             | 0       | 0       | 0       |
| 2017    | MIN     | 15     | 15     | 72        | 57        | 15        | 1.5       | --        | 2              | 5              | 42             | --             | --             | --             | 0       | 0       | 0       |
| Carrera | Carrera | 67     | 66     | 411       | 310       | 101       | 7.5       | --        | 28             | 12             | 276            | --             | 81T            | 4              | 3       | 0       | 0       |